# Zerreißet, zersprenget, zertrümmert die Gruft
Zerreißet, zersprenget, zertrümmert die Gruft (in tedesco, "Lacerate, devastate e distruggete la tomba") BWV 205, conosciuta anche come Der zufriedengestellte Aeolus ("L'Eolo soddisfatto"), è un dramma per musica di Johann Sebastian Bach.

## Storia
La cantata profana Zerreißet, zersprenget, zertrümmert die Gruft venne composta da Bach a Lipsia nel 1725 e fu eseguita per la prima volta il 3 agosto dello stesso anno in occasione dell'onomastico del dottor August Müller. Il libretto è di Christian Friedrich Henrici.
La cantata venne successivamente riutilizzata, cambiando il testo, per la composizione della Blast Lärmen, ihr Feinde BWV 205a, eseguita il 19 febbraio 1734.

## Struttura
Sottotitolata Dramma per Musica, i solisti impersonano i ruoli mitologici di Pallade (il soprano), Pomona (contralto), Zefiro (tenore) ed Eolo (basso). Il coro rappresenta il vento. La cantata è inoltre scritta per tromba I, II e III, timpani, corno I e II, flauto I e II, oboe I e II, oboe d'amore, viola d'amore, viola da gamba, viola I e II, violone I e II, violoncello I e II, fagotto e basso continuo ed è suddivisa in quindici movimenti:
1. Coro: Zerreißet, zersprenget, zertrümmert die Gruft, per tutti.
2. Recitativo: Ja! ja! die Stunden sind nummehro nah', per basso e orchestra.
3. Aria: Wie will ich lustig lachen, per basso, oboi, archi e continuo.
4. Recitativo: Gefurcht'ter Aeolus, per tenore e basso continuo.
5. Aria: Frische Schatten, mein Freude, per tenore, viola d'amore, viola da gamba, violoncello e basso continuo.
6. Recitativo: Beinahe wirst du mich bewegen, per basso e basso continuo.
7. Aria: Konnen nicht die roten Wangen, per contralto, oboe e continuo.
8. Recitativo: So willst du, grimm'ger Aeolus, per soprano, contralto e continuo.
9. Aria: Angenehmer Zephyrus, per soprano, violino e continuo.
10. Recitativo: Mein Aeolus, ach! store nicht die Frohlichkeiten, per soprano, basso, flauti e basso continuo.
11. Aria: Zurucke zurucke, geflugelten Winde, per basso, corni, trombe, timpani e basso continuo.
12. Recitativo: Was Lust! Was Freude! Welch Vergnugen! per soprano, contralto, tenore e basso continuo.
13. Aria: Zweig' und Aeste zollen dir, per contralto, tenore, flauti e basso continuo.
14. Recitativo: Ja, ja! ich lad' euch selbst zu dieser Feier ein, per soprano e basso continuo.
15. Coro: Vivat! August, August vivat! per tutti.